# 羽矢有佐
羽矢 有佐（はねや ありさ、1995年9月26日 - ）は日本のタレント、グラビアアイドル。滋賀県出身。株式会社テンダープロ所属。2011年4月にアイドルユニット｢スマイル学園」に参加し、歌手活動も行っている。

## 人物
事務所に所属してから僅か10日で美少女雑誌『Chu→Boh』に載せるための写真を撮影し、同誌のカラーグラビアページでデビュー。

## 出演

### 雑誌
- Chu→Boh Vol.36, 37, 38, 41, 44（海王社、2010年～2011年）
- BUBKA 7月号、8月号（コアマガジン、2011年）

### DVD
1. 初恋（日本メディアサプライ、2010年）
2. A Sunny Smile（グラッソ、2013年）[2]

### CM
- 「Toppa」パッケージモデル（ロッテ、2011年）

### シングルCD
1. スマイル学園（2011年7月30日発売）
2. ラ・ラ・ラ スマイル（2011年11月23日発売）

### テレビ
- スカパー！663HD 「スマイル学園MAX」2011年7月よりレギュラー出演

### オリジナルビデオ
- ミレニアム・バンブー 少女陰陽師 妖刀暗鬼伝（2012年1月4日、ケー・シー・ワークス） - 番部 役